# ヴィーチャシ (コルベット・2代)
ヴィーチャシ（ロシア語: Витязь ヴィーチェスィ）は、ロシア帝国で建造されたスクリューコルベット（Винтовой корвет）である。のち、一等巡洋艦（Крейсер I ранга）に類別された。艦名は古代ルーシの勇士のことで、1882年に改名された先代のコルベットから受け継いだ。その構造上、ロシアで最初の防護巡洋艦（Бронепалубный крейсер）であり、一方で帆を併用する最後のロシア製巡洋艦となった。

## 概要
ヴィーチャシは、1883年8月16日にサンクトペテルブルクにあったフランコ＝ルースキイ工場のガレールヌイ・オストロヴォーク造船所（ガレー小島造船所）で起工した。1884年10月23日には進水し、1886年には竣工し、バルト艦隊へ編入された。
艦長には、ステパン・マカロフ海軍大佐が就任した。同年8月31日には世界周回航海に出航した。ヴィーチャシは、大西洋からマゼラン海峡を抜け、ウラジオストクに逗留したのち、水路測量調査のため太平洋の西域を航行した。半年ののち、1888年12月にヴィーチャシは本国への帰途に着いた。中国、インドシナ、紅海、スエズ運河、地中海、ジブラルタル海峡を抜け、1889年6月1日にクロンシュタットへ帰港した。
その後、1891年には太平洋艦隊に編入され、再び極東へ派遣された。1892年2月1日に海軍で新しい類別が採用されると、ヴィーチャシは新たに制定された一等巡洋艦に類別を変更された。
1893年の新年を長崎で迎えたヴィーチャシは、2月から3月にかけて中国沿岸を航海した。その後、日本へ戻り、続いて行われる予定であった朝鮮半島の地図作成のための測量航海の準備に取り掛かった。当時ロシアで使用されていた朝鮮半島の地図は、19世紀半ばにスループ・ナデージュダとフリゲート・パルラーダの調査によって作成された古いもので、その補完が必要となっていた。
日本を出航したのち、物資の補給のため2 度ウラジオストクへ寄港した。4月28日までに、アンジュ岬からナヒーモフ半島までの測量を終えた。その後、続けてラーザレフ港までの測量を行う必要があった。しかし、この日の朝、艦の命運は尽きることとなった。ラーザレフ港の誘導ミスによりネヴェリスコイ海峡のザヴァリシン島で岩礁にぶつかり、損傷を受けて沈没した。その際の写真およびその後の潜水夫による調査の際の写真が、現代まで複数残されている。
ヴィーチャシの名は、他の10の著名な探査船の名とともにモナコの国際海洋学博物館のペディメントに刻まれている。また、マカロフはヴィーチャシに乗って行った太平洋域での研究の成果を『ヴィーチャシ号と太平洋』にまとめて発表している。